# Saharienne (vêtement)

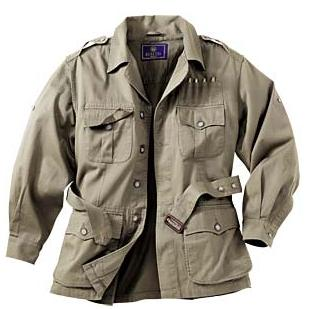
Veste saharienne.

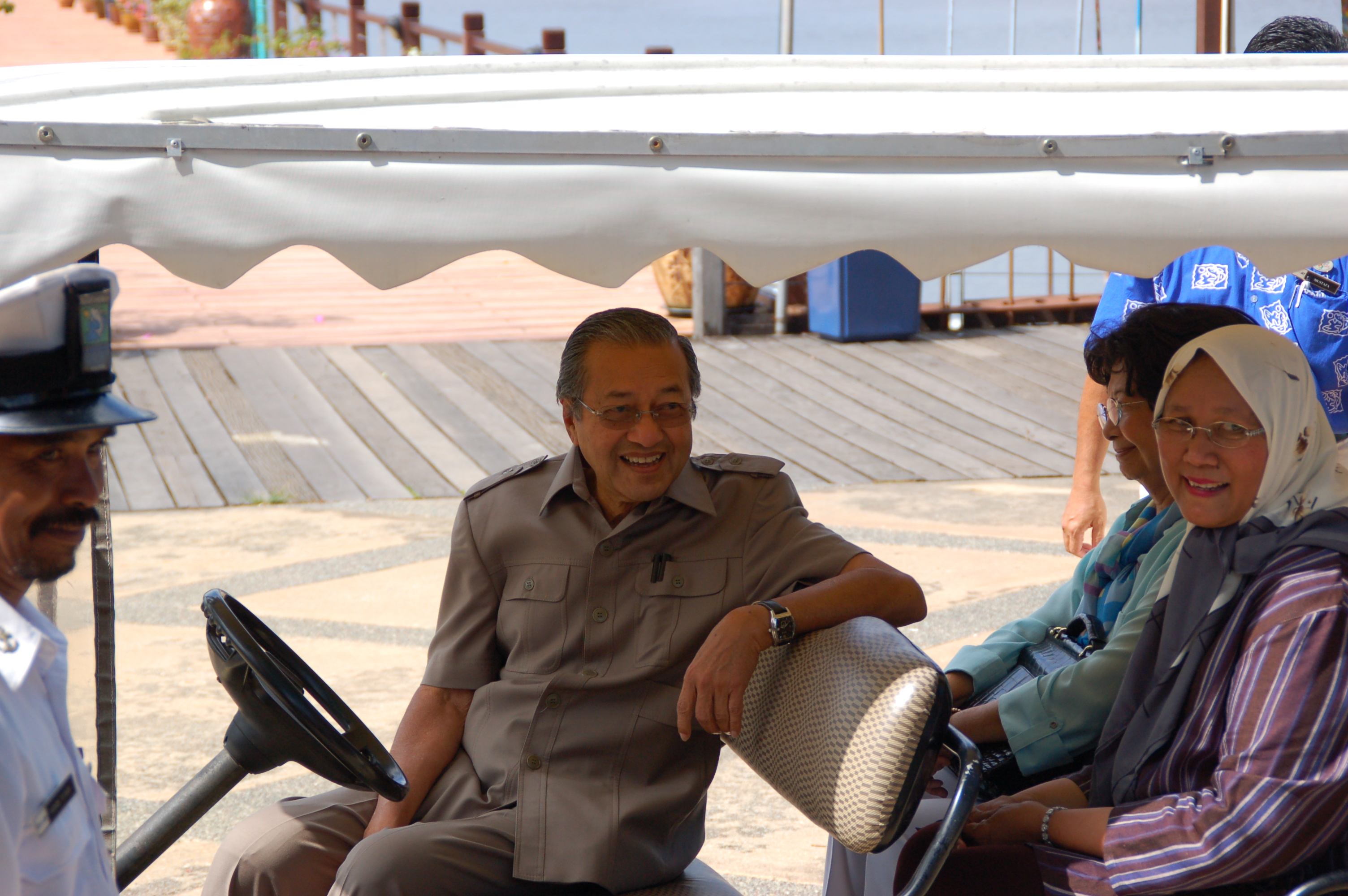
L'ancien Premier ministre malaisien Mahathir Mohamad est connu pour ses costumes safari.

Une saharienne est une veste masculine créée à la fin du xixe siècle, portée par l'armée britannique en Inde, puis adoptée par l'Afrikakorps durant la Seconde Guerre mondiale.

## Histoire

### Militaire et réappropriation dans le monde civil
La saharienne est à l'origine, vers la fin du XIXe siècle, un vêtement porté par des militaires occidentaux engagés sur des théâtres coloniaux. Elle est pourvue de quatre poches, d'une ceinture ou d'une martingale, fabriquée en coton ou en lin. Elle est employée par l'armée britannique en Inde, ou par les membres de l'Afrikakorps (veste nommée alors « Buschhemd »). Elle perd ensuite sa connotation militaire pour devenir un vêtement que l'on porte lors d'un safari, popularisé notamment par Ernest Hemingway (qui parle de « bush jackets » en 1936). Elle est ensuite, à partir des années 1950, l'accessoire cinématographique de plusieurs héros de films,,.
En 1953, Ava Gardner porte une saharienne dans Mogambo de John Ford, tout comme Clark Gable. D'autres films ont des personnages revêtant cette veste (dans Taxi Driver, Serpico, Annie Hall, Rambo ou encore Terminator). Dans sa jeunesse, le prince Charles prise aussi la saharienne lorsqu'il se rend dans des pays tropicaux.

### Yves Saint Laurent
Mais la saharienne est avant tout une veste masculine. Yves Saint Laurent en fait sur Danielle Luquet de Saint Germain un vêtement féminin, en présentant tout d'abord une « tenue de safari », composée d'un blouson d'ocelot, d'une chemise et de leggings ». Lors de la Collection africaine du printemps-été 1967 (présentée au public en février de cette année-là), un modèle est explicitement nommé « saharienne de toile beige ». Mais ce sont surtout les tailleurs qui retiennent immédiatement l'attention de la presse : cette collection présente les premiers tailleurs-pantalons, la première robe-smoking courte. L'influent magazine Harper's Bazaar, dans son numéro de mars, remarque la saharienne dans ses colonnes. À l'origine, la saharienne, simple élément annexe de cette collection, n'était pas destinée à être intégrée de façon récurrente dans les créations d'Yves Saint Laurent ; mais inspiré par cette collection à l'esprit « africain », Vogue Paris réalise une série de photos avec Veruschka, sur le thème du safari, publiée dès 1968 : un modèle, exemplaire unique, est spécialement réalisé pour cette série de photos. Yves Saint Laurent impose alors la saharienne dans sa collection été. « [La saharienne] qui nous plaît est née en 1968, créée par Yves Saint Laurent, une suite logique à sa collection africaine de 1967 […]. Courte, sexy, portée avec une ceinture à anneaux de métal, elle incarnait le manifeste de liberté qui commençait à bouleverser les garde-robes », précise la respectée journaliste Virginie Mouzat. Dès le début de l'année suivante, la collection printemps-été voit des tailleurs-pantalons-sahariennes apparaitre,.
Une photographie de Helmut Newton de l'année suivante, où figurent Saint Laurent entouré de Betty Catroux et de Loulou de la Falaise devant la boutique « homme » Saint Laurent rive gauche de la rue de Tournon, chacun portant une déclinaison de la saharienne, « marque l’histoire de la mode en propulsant cette veste au statut d’icône »,. Ce vêtement à quatre poches devient alors un classique des créations du couturier, au même titre que le tailleur-pantalon ou le smoking. La saharienne apparaîtra portée par Claudia Schiffer lors du dernier défilé rétrospectif, pour finalement être intégrée aux collections de la Fondation Pierre Bergé – Yves Saint Laurent.
Dans les années 1990, Azzedine Alaïa revisite la saharienne dans ses collections. Pour Marie-Claude Sicard, la saharienne est un « instant classic » car ce vêtement échappe « à l'obsolescence de la mode ». Elle est toujours présentée chaque année par les couturiers et créateurs que ce soit pour les femmes, ou pour les hommes.